# کوسه‌نهنگ
کوسه‌نهنگ یا وال کوسه یا کوسه کولی کر (به انگلیسی: Whale shark) گونه‌ای از کوسه است که از حیوانات کوچک دریایی مانند پلانکتونها تغذیه می‌کند و به علت جثه بزرگش به کوسه‌نهنگ شهرت یافته‌است و یکی از ده‌ها نوع کوسه‌ای است که به انسان‌ها حمله نمی‌کند.
کوسه‌نهنگ با نام علمی (Rhincodon typus) از بزرگ‌ترین ماهیان دنیا هستند که طول آن‌ها تا ۱۸ متر هم می‌رسد. دهان آن‌ها انتهایی است. خارهای آبششی بسیار بلندی دارند و پلانکتون‌خوار هستند، دندان‌های آن‌ها کوتاه و کند بوده و درنده نیستند و پلاژیکند و پلک سوم هم ندارند. کرکوسه سست و تنبل و آرام است (شنای کندی دارد) و اجازه می‌دهد که کشتی‌ها کاملاً به آن نزدیک شوند به همین خاطر به آن کوسه‌کر می‌گویند.
این کوسه غذای خود را از طریق فیلتر کردن آب به‌دست می‌آورد و معمولاً از پلانکتون‌های جانوری تغذیه می‌کند. دلیل اینکه به آن‌ها وال کوسه گفته می‌شود، این است که رژیم غذایی آن‌ها مانند وال‌ها است و از پلانکتون‌ها تغذیه می‌کنند. کوسه‌نهنگ‌ها را می‌توان به راحتی از طرح متفاوت روی بدن‌شان تشخیص داد که البته این الگوی خال‌دار در گونه های مختلف با یکدیگر فرق دارد.

## ویژگی‌ها
1. دندان‌های بسیار ریزی دارد.
2. کاملاً بی‌خطر است. غذای اصلی او ماهی‌های بسیار ریز و پلانکتون‌ها هستند.
3. سرعت شنای آن‌ها بسیار آرام است.

## محل زندگی
زیستگاه اصلی کوسه‌نهنگ آب‌های نواحی حاره و زیرحاره است. این نوع کوسه در سواحل اسکاتلند و فیلیپین به وفور وجود دارند و در آب‌های خلیج فارس، دریای عمان، اقیانوس‌های هند و اطلس و قسمتی از اقیانوس آرام نیز یافت می‌شوند.

### در آب‌های ایران
کوسه‌نهنگ یکی از بزرگ‌ترین گونه‌های کوسه در آب‌های خلیج فارس است. این گونه در معرض خطر انقراض معمولاً نسبت به محیط اطراف خود و حتی صدای موتور لنج‌ها بی‌تفاوت است و به همین دلیل به آن کولی کر می‌گویند. اطلاعات وضعیت رفتاری کوسه‌ها در خلیج فارس بسیار محدود است و کمبودهای زیادی وجود دارد. تا امروز نزدیک به ۳۰ گونه مختلف از کوسه‌ها در آب‌های خلیج‌فارس شناسایی شده که وضعیت ظاهری آن‌ها نیز اغلب با یکدیگر بسیار متفاوت است. در خلیج فارس از کوسه ۷۰ تا ۸۰ سانتی تا کوسه‌های بالغ بر ۴ متر زیست می‌کنند که کوسه‌نهنگ یکی از شاخص‌ترین آنهاست. با وجود اینکه اتحادیه بین‌المللی حفاظت از طبیعت (ای یو سی ان) کوسه‌های نهنگی را در رده در معرض خطر دسته‌بندی کرده اما عده‌ای از زیست‌شناسان دریایی باور دارند که وضعیت حفاظتی برای جمعیت‌های ایزوله این گونه، از جمله در خلیج‌فارس می‌تواند حادتر از این هم باشد. قانون حفاظتی کوسه‌ها در آب‌های ایران جریمه صید غیرمجاز آن‌ها است که رقمی در حدود ۳۰ میلیون تومان اعلام شده است.